# Sergentomyia parroti
Sergentomyia parroti är en tvåvingeart som först beskrevs av Saul Adler och Oskar Theodor 1927.  Sergentomyia parroti ingår i släktet Sergentomyia och familjen fjärilsmyggor. Inga underarter finns listade i Catalogue of Life.